# Mercedes-Benz Fashion Week Miami

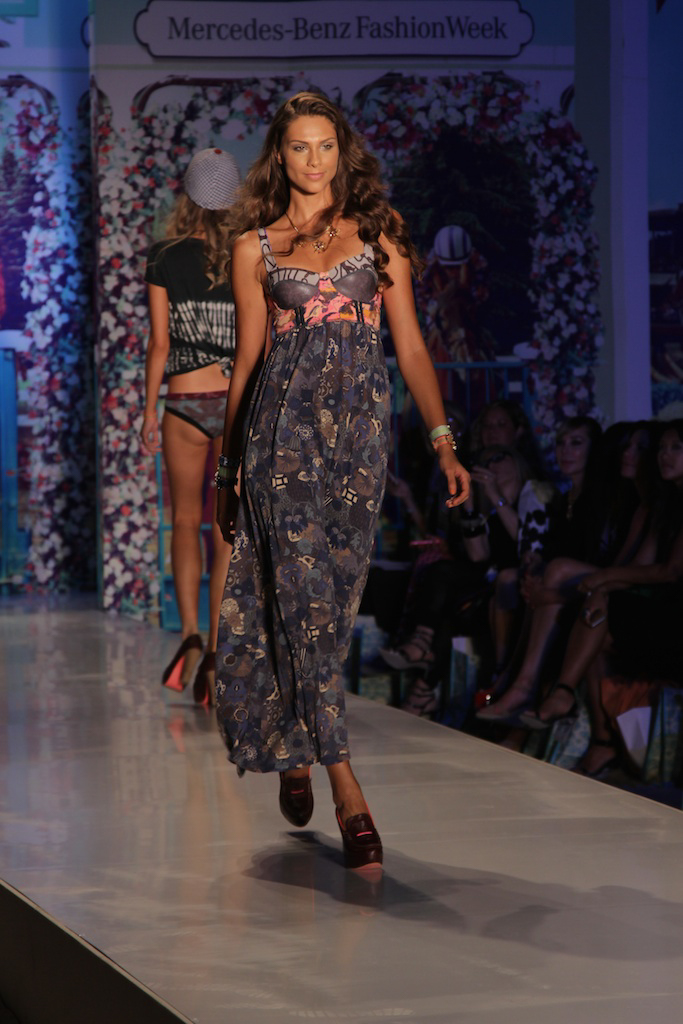
Modelo caminando por la pasarela durante el desfile de Maaji Swimwear

La Mercedes-Benz Fashion Week Miami es una semana de la moda que se celebra anualmente en Miami, Estados Unidos. No debe confundirse con la Miami Fashion Week o la Miami Swim Week, que se llevan a cabo todos los años durante el verano en Miami Beach. Este evento sirve como complemento a la New York Fashion Week y se le considera la semana de la moda de trajes de baño más grande e importante de Estados Unidos.